# Joaquín Jamar

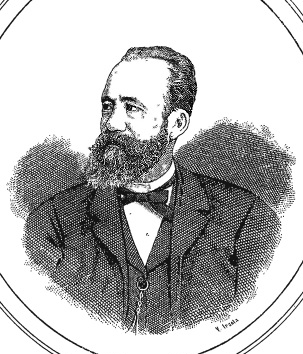
Retrato de Jamar obra de Victoriano Iraola.

Joaquín Jamar y Domenech (Nagore, 1837-San Sebastián, 1887) fue un economista, político, escritor y hombre de negocios español.

## Biografía
Nacido el 29 de noviembre de 1837 en la localidad navarra de Nagore, fue economista, escritor y hombre de negocios.
Era hijo de Miguel Jamar y de Gregoria Domenech. Tras sus primeros estudios, ingresó con doce años en el Seminario de Pamplona donde obtuvo el bachillerato. Tras ello, dejó los estudios «para dedicarse a los negocios y el comercio.»
Comenzó a trabajar como dependiente de un almacenista de hierros de Pamplona hasta que en 1854 aprovechó la oportunidad en una compañía minera de Ciudad Real donde permaneció durante dos años hasta que unas «fiebres intermitentes» le empujan a volver a Pamplona. Tras su vuelta, apenas habían pasado dos meses, marchó a San Sebastián como empleado de un importador de maderas y hierros. En esta empresa permaneció varios años logrando ascender gracias a su desempeño y comenzó en los años 60 del siglo XIX «a publicar sus primeros escritos.»
Casado el 3 de marzo de 1862 con Paulina Leclerq, fue secretario de Comercio del puerto de Pasajes, así como diputado provincial. Falleció el 22 de enero de 1887 en San Sebastián.
Además de desempeñarse como conferenciante, escribió numerosos opúsculos, varios de ellos de temática económica, como El ferro-carril de los Alduides, Industria de hierros, Intereses materiales de Guipúzcoa, Lo que es el fuero y se deriva del fuero (1869) y Datos concretos para un tratado de comercio con Inglaterra, entre otros. Jamar, republicano y fuerista, a comienzos del sexenio democrático militó en el Partido Liberal de Guipúzcoa. Colaboró en el periódico madrileño El Día y en La Voz de Guipúzcoa.